# 劉芳雲
劉芳雲，贵州平壩人，清朝政治人物、進士出身。
道光二十一年（1841年）清宣宗六旬辛丑恩科進士，二甲九十四名，后官知縣。